# Конан, Гислен
Гисле́н Нклома́нд Кона́н (фр. Ghislain N'Clomande Konan; род. 27 декабря 1995[…], Абиджан) — ивуарийский футболист, защитник клуба «Бургос» и сборной Кот-д’Ивуара.

## Клубная карьера
Воспитанник ивуарскийского «АСЕК Мимозас», где в сезоне 2014/15 дебютировал во взрослом футболе. Зимой 2015 года присоединился к португальской «Витории» из Гимарайнша. В течение первого года в Европе Конан играл за дублирующую команду «Витории» во Второй лиге Португалии. Дебют в основном составе «Витории» в рамках чемпионата Португалии для ивуарийца состоялся 10 декабря 2016 года в матче против «Боавишты» (2:1). В составе команды доходил до финала Кубка Португалии 2016/17, где «Витория» уступила «Бенфике» (1:2). В следующем сезоне он дебютировал в еврокубках, сыграв в групповом турнире Лиги Европы.
Летом 2018 года перешёл во французский «Реймс», который заплатил за его переход 4 миллиона евро. В футболке новой команды в чемпионате Франции дебютировал 11 августа 2018 года во встрече против «Ниццы» (1:0).
В июле 2022 года подписал трёхлетний контракт с саудовским клубом «Ан-Наср». 4 сентября 2023 года на сезон был отдан в аренду в «Аль-Фейха».
30 января 2025 года Конан, будучи свободным агентом, присоединился к команде испанской Сегунды «Бургос», подписав шестимесячный контракт.

## Карьера в сборной
В составе национальной сборной Кот-д’Ивуара дебютировал 4 июня 2017 года в товарищеском матче против Нидерландов (0:5).

## Достижения
«Витория Гимарайнш»
- Финалист Кубка Португалии: 2016/17

«Ан-Наср»
- Победитель Арабской лиги чемпионов: 2023

Сборная Кот-д’Ивуара
- Обладатель Кубка африканских наций: 2023